# NGC 1393
NGC 1393 è una galassia lenticolare situata nella costellazione dell'Eridano, a una distanza di circa 97 milioni di anni luce dalla nostra Via Lattea.

## Scoperta
La galassia è stata scoperta il 6 ottobre 1785 dall'astronomo britannico di origine tedesca William Herschel.

## Gruppo di NGC 1359 e di NGC 1407
Secondo il sito «Un atlas de l'Univers» di Richard Powell, NGC 1393 fa parte del Gruppo di NGC 1359. Questo piccolo gruppo di galassie comprende almeno altre tre galassie: NGC 1359, NGC 1383 e ESO 548-32, (UGCA 077). Il Gruppo di NGC 1359 fa parte dell'Ammasso di Eridano.
Secondo lo studio di A.M. Garcia del 1993, NGC 1359 appartiene invece al Gruppo di NGC 1407, che comprende nove membri. Garcia include inoltre ESO 548-79.